# Canisteo
Canisteo es un pueblo ubicado en el condado de Steuben en el estado estadounidense de Nueva York. En el año 2000 tenía una población de 3,583 habitantes y una densidad poblacional de 25 personas por km². Contiene la villa de Canisteo.

## Geografía
Canisteo se encuentra ubicado en las coordenadas 42°16′13″N 77°36′20″O / 42.27028, -77.60556.

## Demografía
Según la Oficina del Censo en 2000 los ingresos medios por hogar en la localidad eran de $35,308, y los ingresos medios por familia eran $41,859. Los hombres tenían unos ingresos medios de $32,225 frente a los $20,192 para las mujeres. La renta per cápita para la localidad era de $15,162. Alrededor del 11.6% de la población estaban por debajo del umbral de pobreza.